# Christoph Fischer (Theologe, † 1598)
Christoph Fischer (* 20. Januar 1518 in Sankt Joachimsthal; † 11. September 1598 in Celle) war ein deutscher lutherischer Theologe in Nord- und Mitteldeutschland. Er war mit wichtigen Reformatoren in Kontakt und leitete zuletzt die Landeskirche von Celle.

## Leben und Wirken
Fischer wuchs als Sohn eines Richters in Joachimsthal auf und besuchte die Schule von Johannes Matthesius. 1537 kam er zum Studium nach Wittenberg, wo er am 22. November 1540 den Grad des Baccalaureus und am 25. Januar 1543 den des Magister artium erlangte.
Ein Jahr blieb er dort noch als Gehilfe bei dem in Wittenberg wirkenden Martin Luther. Am 6. Februar 1544 wurde Fischer in Wittenberg von dem Reformator Johannes Bugenhagen ordiniert und zunächst zum Diakonus, später zum Propst der Liebfrauenkirche in Jüterbog berufen.
In Jüterbog heiratete er Katharina, die Tochter des Paul Knod. 1547 zog er aufgrund des Schmalkaldischen Krieges als Pfarrer nach Bensen. Dort fand er die Zeit, ein katechetisches Büchlein zu schreiben, das er seinem Vater widmete.
1552 schrieb ihm Philipp Melanchthon, der ihn auf die Stiftspredigerstelle (als Nachfolger von Kaspar Aquila) und kurz darauf auch auf die (damals noch durch Bartholomäus Wolffhart besetzte) Superintendentenstelle nach Schmalkalden empfahl. Noch 1552 erhielt Fischer die Stiftspfarrstelle in Schmalkalden. Mit der Bestallung vom 27. Juni 1555 wurde er zum Superintendenten für die ganze Grafschaft Henneberg und zugleich zum Dechanten des Stiftes Schmalkalden berufen. In hennebergischen Diensten blieb Fischer bis 1574, also insgesamt 22 Jahre.
1574 kam Fischer als Adjunkt des Generalsuperintendenten Georg Bonsack nach Celle, wo er eine weitgehend selbständige Stellung hatte. 1577 nahm er den Ruf als Oberpfarrer an der Kirche St. Martini in Halberstadt an. Dort leitete er am 9. Dezember 1578 den lutherischen Festgottesdienst zur Amtseinführung Heinrich Julius’ von Braunschweig-Wolfenbüttel als Fürstbischof von Halberstadt. 1583, bereits in höherem Alter, wurde er Generalsuperintendent in Celle. Christoph Fischer starb am 11. September 1598.
Sein Kirchenlied Wir danken dir, Herr Jesu Christ, dass du für uns gestorben bist fand Eingang ins Evangelische Gesangbuch (EG 79) und ins katholische Gotteslob (GL 297 / Ausgabe 2013 bzw. 178 / Ausgabe 1975).